# معادلة ديراك
معادلة ديراك عبارة عن معادلة موجية كمومية نسبية صاغها بول ديراك عام 1928م وتُقَدِّمُ وصفاً للجسيمات الأولية ذات عزم مغزلي مساوٍ لنصف عدد صحيح ؛ أي (s = 1/2)، و بالتالي فهي تدمج بين نظرية الكم ونظرية النسبية الخاصة حيث تطبق معادلات النسبية الخاصة على قوانين ميكانيكا الكم.
اشارت حلول المعادلة إلى وجود صورة جديدة للمادة والمادة المضادة التي لم يشتبه أحد في وجودها ولم نرصدها قبل ذلك وتأكد وجودها تجريبيًا بعدها بعدة سنوات. وقدمت أيضًا برهانًا نظريًا لمقدمة عدة دوال موجية جزئية في نظرية باولي عن ظاهرة الدوران المغزلي. تتكون الدوال الموجية في نظرية ديراك من متجهات ذات أربعة أعداد مركبة (يُطلق عليها ثنائيات الغزل)، يشبه اثنان منها الدالة الموجية لباولي عند الحد غير النسبي، على عكس معادلة شرودنغر التي تصف الدالة الموجية لقيمة مركبة واحدة فقط. بالإضافة إلى ذلك، تُختصر معادلة ديراك إلى معادلة ويل عند حد الكتلة الصفرية.
لم يقدر ديراك أهمية نتائجه تمامًا في البداية، إلا أن التفسير المُضمن للدوران المغزلي كنتيجة لاتحاد ميكانيكا الكم والنسبية -واكتشاف البوزيترون في النهاية، وهو مضاد الإلكترون - عُدّ انتصارًا عظيمًا للفيزياء النظرية. وُصف هذا الإنجاز بأنه بنفس أهمية أعمال نيوتن وماكسويل وأينشتاين من قبل. في سياق نظرية المجال الكمي، يُعاد تأويل معادلة ديراك لوصف المجالات الكمية الموافقة للجسيمات ذات الدوران المغزلي -1/2.

## الصياغة الرياضية
معادلة ديراك التي قدمها في صياغتها الأصلية هي:
{\displaystyle \left(\beta mc^{2}+c(\alpha _{1}p_{1}+\alpha _{2}p_{2}+\alpha _{3}p_{3})\right)\psi (x,t)=i\hbar {\frac {\partial \psi (x,t)}{\partial t}}}
عندما طبق ديراك علاقة الطاقة وكمية الحركة على الإلكترون وهي: E² = (mc²)² + (Pc)²

حيث P هنا هي كمية الحركة للجسيم، و
m كتلة الجسيم، و
c سرعة الضوء في الفراغ.

من الملاحظ أن هذه المعادلة لها حلان الأول موجب والثاني سالب، وهو ما أوقع ديراك في مأزق، فقيمة الطاقة الموجبة تعطي طاقة الإلكترون المعروفة، وأما الحل السالب للطاقة فهو ما حاول بول ديراك نسبه إلى جسيم مضاد للإلكترون معتبراً كتلته مساوية لكتلة الإلكترون ولكن بشحنة مخالفة وهنا لم يستطع ديراك التخلص من هذا المأزق الذي وقعت به معادلته فحسب وإنما ساهم في اكتشاف نقيض الإلكترون، وبالتالي فإن النظرية تعلن عن ظهور نوع غريب من المادة وهي المادة المضادة التي تُحُقِقَ منها تجريبياً عام 1932 م على يد العالم كارل أندرسون، ونتيجة لهذا الاكتشاف رُصِدَ البوزيترون لأول مرة، والبوزيترون هو الجسيم المضاد للإلكترون «له نفس الكتلة ولكن بشحنة موجبة» وكان ذلك أحد أعظم انتصارات الفيزياء النظرية الحديثة.

### جعل معادلة شرودنغر نسبية
تبدو معادلة ديراك شبيهة بمعادلة شرودنغر ظاهريًا في وصف جسيم حر ذي كتلة:
{\displaystyle -{\frac {\hbar ^{2}}{2m}}\nabla ^{2}\phi =i\hbar {\frac {\partial }{\partial t}}\phi .}
يمثل الجانب الأيسر مربع مؤثر الزخم مقسومًا على ضعف الكتلة، وهو طاقة الحركة غير النسبية (أي أن تكون السرعة أقل كثيرا من [[سرعة الضوء) . ولأن النسبية تعامل المكان والزمن ككل واحد (زمكان)، يتطلب التعميم النسبي لهذه المعادلة أن يتماثل مشتقا المكان والزمن كما يحدث في معادلات ماكسويل التي تحكم سلوك الضوء؛ يجب أن تكون المعادلات من نفس الدرجة تفاضليًا في المكان والزمن. في النسبية، يُعد الزخم والطاقة جزئي المكان والزمن في متجه الزمكان، أو الزخم الرباعي، ويتصلان بهما بعلاقة غير متباينة نسبيًا.
{\displaystyle E^{2}=m^{2}c^{4}+p^{2}c^{2}}
تقول هذه المعادلة أن طول هذا المتجه الرباعي متناسبا طرديًا مع كتلة السكون m. مع العلم بأن الزخم p = m . v ، حيث v هي سرعة الجسم وm كتلته . وباستبدال ما يكافئ مؤثرات الطاقة والزخم من نظرية شرودنغر، نحصل على معادلة كلاين- غوردون التي تصف انتشار الموجات بناءً على أشياء غير متباينة نسبيًا.
{\displaystyle \left(-{\frac {1}{c^{2}}}{\frac {\partial ^{2}}{\partial t^{2}}}+\nabla ^{2}\right)\phi ={\frac {m^{2}c^{2}}{\hbar ^{2}}}\phi }
نظرًا إلى أن الدالة الموجية ϕ قياسية نسبية: عدد مركب له نفس القيمة العددية في كل الأطر المرجعية. يكون مشتقا المكان والزمن كلاهما في الدرجة الثانية. ولهذا نتيجة هامة فيما يتعلق بتفسير المعادلة. ولأن المعادلة الثانية من الدرجة الثانية في مشتق الزمن، يجب تحديد القيم الأولية لكل من الدالة الموجية نفسها ومشتقة الزمن الأولى لحل مشاكل معينة. بما أن تحديد كل منهما يمكن أن يكون متعسفًا بدرجة ما، لا تستطيع الدالة الموجية الحفاظ على دورها السابق في تحديد الكثافة الاحتمالية المتعلقة بإيجاد الإلكترون في حالة معينة من الحركة. في نظرية شرودنغر، تُعطى الكثافة الاحتمالية عبر التعبير المحدد الموجب.
{\displaystyle \rho =\phi ^{*}\phi \,}
وتُحمل هذه الكثافة وفقًا لمتجه تيار الاحتمال
{\displaystyle J=-{\frac {i\hbar }{2m}}(\phi ^{*}\nabla \phi -\phi \nabla \phi ^{*})}
مع الحفاظ على تيار الاحتمال وكثافته نتاجًا عن معادلة الاستمرار:
{\displaystyle \nabla \cdot J+{\frac {\partial \rho }{\partial t}}=0.}
تتضمن حقيقة أن الكثافة موجبة محددة محمولة على تيارات حمل وفقًا لمعادلة الاستمرارية هذه أنه يمكننا أن نكامل الكثافة على نطاق محدد ونجعل القيمة الكلية بواحد، وسيحافظ قانون البقاء على هذه الحالة. ويجب على أي نظرية نسبية صحيحة ذات تيار كثافة احتمال أن تحتوي على هذه السمة أيضًا. الآن إذا كنا نرغب في إبقاء فكرة الكثافة المحمولة في تيارات حمل، يجب علينا أن نعمم تعبير شرودنغر عن الكثافة والتيار حتى مجددًا يدخل مشتق المكان ومشتق الزمن بشكل متماثل بالنسبة للدالة الموجية القياسية. يُسمح لنا أن نحافظ على تعبير شرودنغر فيما يخص التيار، لكن لا بد من أن يحل التعبير المصاغ بصورة متماثلة محل كثافة الاحتمال.
{\displaystyle \rho ={\frac {i\hbar }{2mc^{2}}}(\psi ^{*}\partial _{t}\psi -\psi \partial _{t}\psi ^{*}).}
وهو ما أصبح الآن المكون الرابع لمتجه الزمكان، وكثافة تيار الاحتمال الرباعي بأكملها لها التعبير الثابت نسبيًا.
{\displaystyle J^{\mu }={\frac {i\hbar }{2m}}(\psi ^{*}\partial ^{\mu }\psi -\psi \partial ^{\mu }\psi ^{*})}
معادلة الاستمرار كما في السابق. كل شيء متوافق مع النسبية الآن، لكننا نرى على الفور أن التعبير عن الكثافة لم يعد موجبًا محددًا؛ يمكن أن تُختار قيم كل من ψ و ∂tψ بحرية، ولهذا يمكن أن تكون الكثافة سالبة، وهو ما يستحيل في كثافة الاحتمال المنطقية. ولهذا لا يمكننا أن نحصل على تعميم بسيط لمعادلة شرودنغر تحت الافتراض الساذج الذي يقول إن الدالة الموجية قياسية نسبية وإن المعادلة التي تنتج منها معادلة من الدرجة الثانية في الزمن.
لا يُعد هذا تعميمًا نسبيًا ناجحًا لمعادلة شرودنغر، إلا أنه أُعيد إحياؤه في سياق نظرية المجال الكمي، حيث يُعرف بمعادلة كلاين-غوردون، ويصف مجال جسيم عديم الدوران (مثل الميزون باي وبوزون هيغز). تاريخيًا، وصل شرودنغر نفسه إلى هذه المعادلة قبل المعادلة التي تحمل اسمه لكنه سرعان ما تخلص منها. في سياق نظرية المجال الكمي، يُفهم أن الكثافة غير المحددة تتوافق مع كثافة الشحنة، التي يمكن أن تكون موجبة أو سالبة، ولا تتوافق مع كثافة الاحتمال.